# 卡尔·冯林德

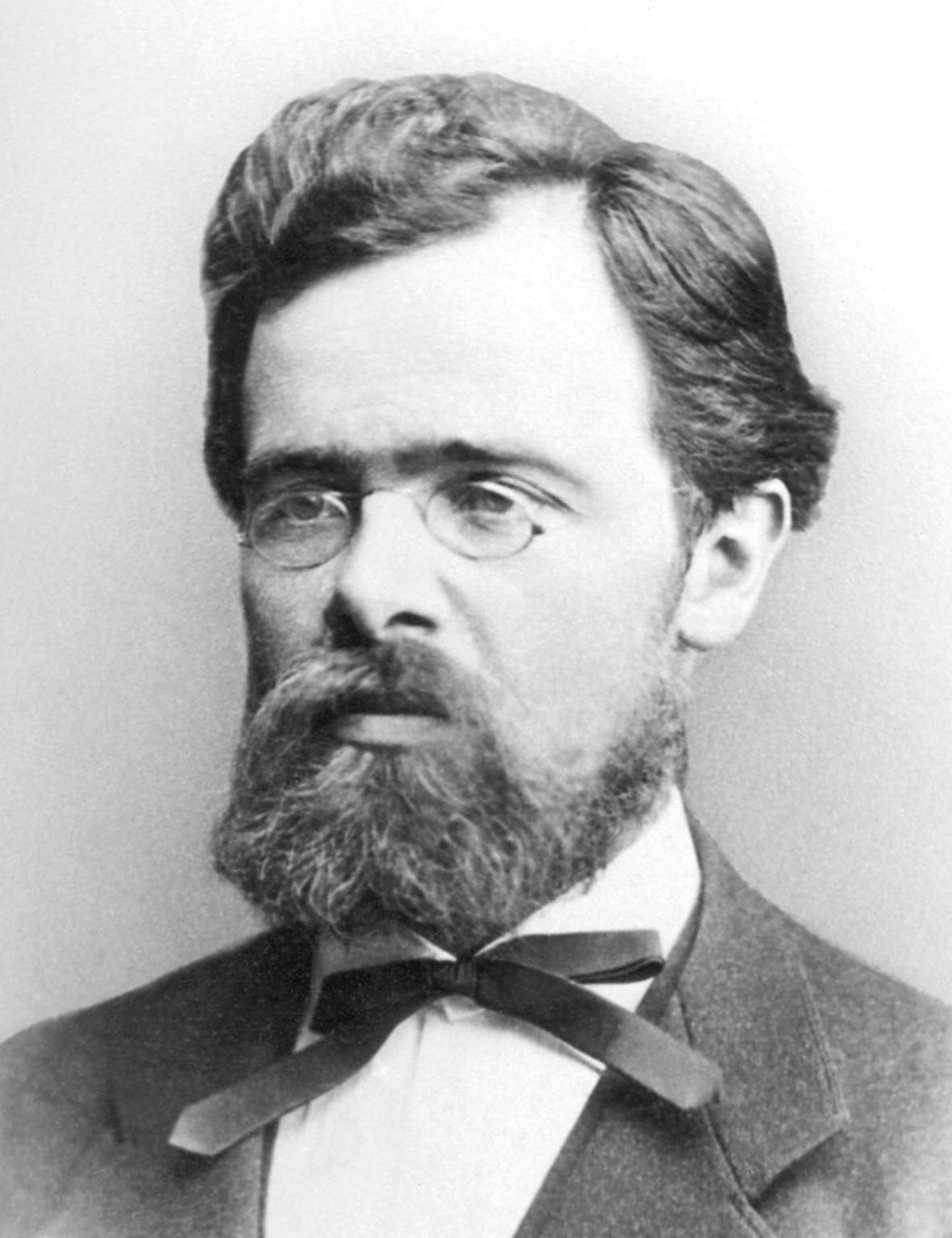
1868年的卡尔·冯林德

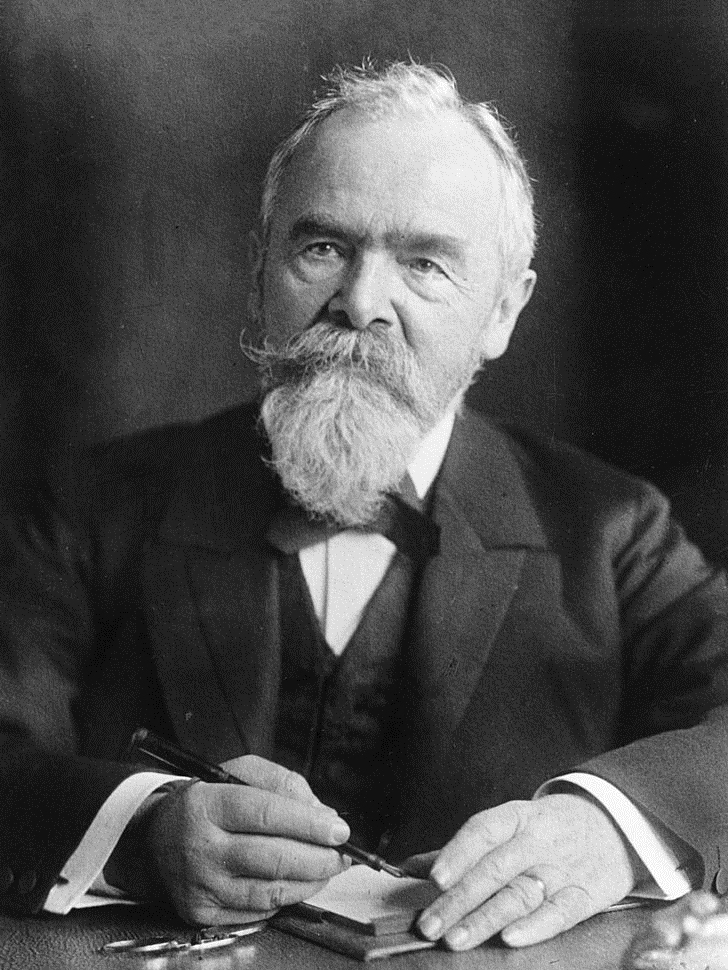
1925的卡尔·冯林德

卡尔·冯林德 (德語：Carl Paul Gottfried Linde, 1842年6月11日—1934年11月16日)是一位德国发明家，科学家和机械工程师，他发现了林德－汉普逊循环，发明了首台气体分离机，為诺贝尔物理学奖海克·卡末林·昂内斯奠定了基础。

## 生平
1842年出生在德国圖爾瑙，1854年随父母搬迁到慕尼黑，1862年考入苏黎世联邦理工学院，授课老师包括鲁道夫·克劳修斯等。1868年成为新成立的慕尼黑工业大学讲师，1872年晋升为教授。并创立了自己的工程实验室，有包括鲁道夫·狄塞尔的学生在此学习。1870年至1871年在制冷领域发明学术论文，林德－汉普逊循环，发明了首台气体分离机，1879年创立制造工业气体的林德集团。
1934年在慕尼黑逝世，享年92岁。